# Charli
Charli – trzeci album studyjny angielskiej piosenkarki i autorki tekstów Charli XCX, wydany 13 września 2019 roku nakładem Asylum i Atlantic Records. Album był poprzedzony singlami "1999" z Troye Sivanem, "Blame It on Your Love" z Lizzo i singiel "Gone" z Christine and the Queens.

## Tło i nagrywanie
W 2017 roku Charli XCX planowała wydać album, któremu fani Charli nadali nazwę XCX World. Niestety premiera XCX World się nie odbyła, gdyż prawie cały album został wykradziony z dysku Google Charli i został opublikowany w internecie. Album nie został sfinalizowany przed wyciekiem, więc Charli xcx porzuciła ten projekt i postanowiła zacząć nowy projekt.
Po serii wydanych singli w lato 2018 roku, które miały się pojawić na XCX World, 5 października 2018 roku Charli wydała singiel "1999". Nowy projekt początkowo miał być trzecim mixtapem z serii mixtape'ów Number 1 Angel oraz Pop 2. Projekt miał zawierać w nazwie cyfrę "3", kontynuując motyw numeracji, ale nigdy ten pomysł nie został zrealizowany. Po dwóch tygodniach nagrywania, Charli xcx stwierdziła, że projekt będzie jej trzecim albumem studyjnym. Po porzuceniu pomysłu zrobienia tego projektu jako mixtape'u i dania w jego tytule cyfry "3", album miał się nazywać Best Friends, ale jej wieloletni producent A.G. Cook dał pomysł, aby nazwać ten album po prostu Charli.
13 czerwca 2019 roku, Charli XCX ogłosiła album, jego okładkę, datę premiery oraz listę utwórów składającej się z 15 piosenek, w które się zaangażowali również inni artyści, a sam album został wydany 13 września 2019 roku, spotykając się z pozytywnymi opiniami krytyków.

## Odbiór

### Krytyczny
Na Metacriticu, jest przypisana standardowa ocena 100 do recenzji z mainstreamowych publikacji, a sam album otrzymał średnią ocenę 80, na podstawie 22 recenzji.

### Komercyjny
Album zadebiutował na 14. miejscu listy UK Albums Chart, sprzedając 4 177 egzemplarzy.

## Lista utworów
1. "Next Level Charli"
2. "Gone (ft. Christine and the Queens)"
3. "Cross You Out (ft. Sky Ferreira)"
4. "1999 (ft. Troye Sivan)"
5. "Click (ft. Kim Petras i Tommy Cash)"
6. "Warm (ft. Haim)"
7. "Thoughts"
8. "Blame It on Your Love (ft. Lizzo)"
9. "White Mercedes"
10. "Silver Cross"
11. "I Don't Wanna Know"
12. "Official"
13. "Shake It (ft. Big Freedia, Cupcakke, Brooke Candy, i Pabllo Vittar)"
14. "February 2017 (ft. Clairo i Yaeji)"
15. "2099 (ft. Troye Sivan)"